# Новокрасное (Новосибирская область)
Новокра́сное — деревня в Чистоозёрном районе Новосибирской области. Административный центр Новокрасненского сельсовета.

## География
Площадь деревни — 116 гектаров.

## Население
| 2002 | 2007 | 2010 |
| ---- | ---- | ---- |
| 659  | ↗671 | ↘599 |

## Инфраструктура
В деревне по данным на 2007 год функционируют одно учреждение здравоохранения и два учреждения образования.